# Edmundo Abastoflor Montero
Mons. Edmundo Abastoflor Montero (15. prosince 1943, Sucre) je bolivijský římskokatolický duchovní a emeritní arcibiskup La Pazu.

## Stručný životopis
Narodil se 15. prosince 1943 v Sucre. Po dokončení studií byl dne 10. června 1967 vysvěcen na kněze.
Dne 6. října 1984 byl papežem Janem Pavlem II. jmenován biskupem Potosí. Biskupské svěcení přijal 13. dubna 1985 z rukou kardinála José Clementa Maurera, a spolusvětiteli byli arcibiskup Luis Aníbal Rodríguez Pardo a arcibiskup René Fernández Apaza.
Dne 31. července 1996 byl ustanoven arcibiskupem La Pazu. Stal se nástupcem arcibiskupa Luise Sáinze Hinojosi, O.F.M. Uveden do úřadu byl 29. září téhož roku.
Roku 1999 byl jmenován členem Administrativní rady nadace "Populorum Progressio". V současné době je vicepředsedou Bolivijské biskupské konference.
Dne 23. května 2020 přijal papež František jeho rezignaci na post arcibiskupa La Pazu z důvodu dosažení kanonického věku 75 let.